# Mlcad
MLCAD (Mike's LEGO de diseño asistido por computador) es un potente programa de modelado fácil de usar, diseñado expresamente para el trabajo con partes de LEGO. El uso de la extensa biblioteca de piezas LEGO LDraw, esto proporciona la capacidad de construir casi cualquier modelo de LEGO prácticamente con una cantidad ilimitada de piezas. Este programa puede ser bastante útil para la gente que disfruta construyendo con piezas LEGO.
MLCAD está disponible para Microsoft Windows, e incluye el apoyo al inglés, el alemán, el italiano, el neerlandés, el japonés, el checo, el francés, y el español. Aunque es bastante fácil para instalar por sí mismo, no es un programa independiente, también requiere la biblioteca de partes de LDRAW para la operación. Aunque haya varios pasos complicados en la adquisición de la biblioteca de partes, no es demasiado complicado. El sitio web oficial LDRAW tiene direcciones muy claras para hacerlo así.

## Uso

### Hojear las partes
- Las piezas se agrupan en siete categorías principales: ladrillo, placa de base, eléctrica, technic, tren, placa, y otras partes.
- El árbol de menú de la izquierda puede ser usado para acceder a todas las partes. Al hacer clic en uno de los signos más (+) se amplía una categoría para revelar todas las partes dentro de ella.
- Al hacer clic en cualquier parte del nombre revela una pequeña vista previa de ella en la zona debajo del menú.

### Inserción de piezas
Para insertar una parte, basta con arrastrar y soltar o bien su nombre de las partes del árbol de menú o una vista previa de su imagen en una de las cuatro áreas. Es mejor evitar el arrastre en un área de visualización en 3D. Como la posición de la parte no puede especificarse de esta manera (se coloca automáticamente en la posición (0,0,0), así que puede ser útil a veces). Por defecto la parte inferior derecha es la vista de 3D, pero cualquiera de los otros tres trabajará bien.

### Vista de ángulos
Hay cuatro espacios de vista en MLCAD. Cada uno se puede fijar a un determinado ángulo de visión. Por defecto, la parte superior izquierda se ajusta a "Frente", la parte superior derecha "Izquierda", la izquierda "Top", y la inferior derecha "3D". Sin embargo, cualquiera de estos pueden ser cambiados a uno de siete ángulos diferentes (arriba, abajo, izquierda, derecha, frente, detrás, o el 3D) pulsando con el botón derecho en cualquier parte del área de visualización y la elección de "Ángulo de visión".

### Colocación y giro de partes
- Una vez que una parte se ha añadido, se puede mover en torno vertical y horizontalmente para la colocación precisa.
- El movimiento de una parte verticalmente se hace, pulsando y arrastrándolo en uno, de lado (izquierdo o derecho) o la vista de áreas delantera/trasera. Por defecto las dos primeras vistas de áreas son instaladas para esto.
- Para mover una parte horizontal, hacer clic y arrastrar.
- Al hacer clic y arrastrar en el área de visualización en 3D, no se moverá la parte seleccionada, pero en cambio cambian el ángulo de vista del modelo entero. Esto puede ser útil queriendo ver el modelo entero de un punto de vista específico, pero todavía en el modo de 3D.

### Seleccionar y cambio de colores de parte
En la parte superior del área 2 podremos realizar la búsqueda de una pieza especial por el nombre. La primera pieza de esta etapa se puede encontrar en la categoría "S". La búsqueda de una pieza de esta manera es muy rápida ya que las diferentes piezas no tienen que ser dibujadas en el área 2. 
Antes de que podamos darle color a una pieza, debemos añadir la pieza a nuestro modelo, tenemos que arrastrar la pieza desde el área 2 al área 4. Pulsamos el botón derecho del ratón en el área 4 y elegimos "Change Colour..." (cambiar color...). En el cuadro de diálogo emergente seleccionaremos el color para la pieza y pulsaremos el botón "OK".
Si quieres darle un color estándar a la pieza, puedes seleccionar el color directamente desde la ventana principal. Tienes que seleccionar la pieza y entonces elegir el color adecuado desde la paleta de colores. 

### Guardando y cargando
En la barra de menús tenemos que seleccionar "File|Save As..." (archivo|guardar como...). En el cuadro de diálogo que aparece damos un directorio y un nombre ("nombre_archivo.dat") al fichero.
Abre el fichero seleccionando desde la barra de menús "File|Open..." (Archivo|Abrir) y comprueba si el fichero ha sido realmente guardado. 
MLCAD tiene dos modos de trabajo diferentes, al igual que todos los modelos reales de LEGO que tienen dos partes diferenciadas. En uno de los modos podremos construir nuestro modelo. En la realidad éste equivale a la construcción física del modelo. En el otro modo podemos ver las instrucciones de montaje, las cuales acompañan a cada modelo de Lego. Si cargas un modelo siempre entrarás en el modo de instrucciones de montaje.